# Rakun
Rakun — лейбл звукозаписи, основанный в 2005 году, турецкой рок-группой Mor ve Ötesi. Специализуется на рок-музыке.
Главный офис находится в Стамбуле. С апреля 2008 года является членом Mü-Yap.

## Издаваемое лейблом
- Mor ve Ötesi:

1. Dünya Yalan Söylüyor
2. Büyük Düşler
3. Başıbozuk
4. Masumiyetin Ziyan Olmaz

- Sakin

1. Hayat

- Айча Шен

1. Astronot

- Gren

1. gren